# Südlicher Gelbwangengibbon
Der Südliche Gelbwangengibbon (Nomascus gabriellae), auch Südlicher Gelbwangen-Schopfgibbon, ist eine Primatenart aus der Familie der Gibbons (Hylobatidae).

## Merkmale

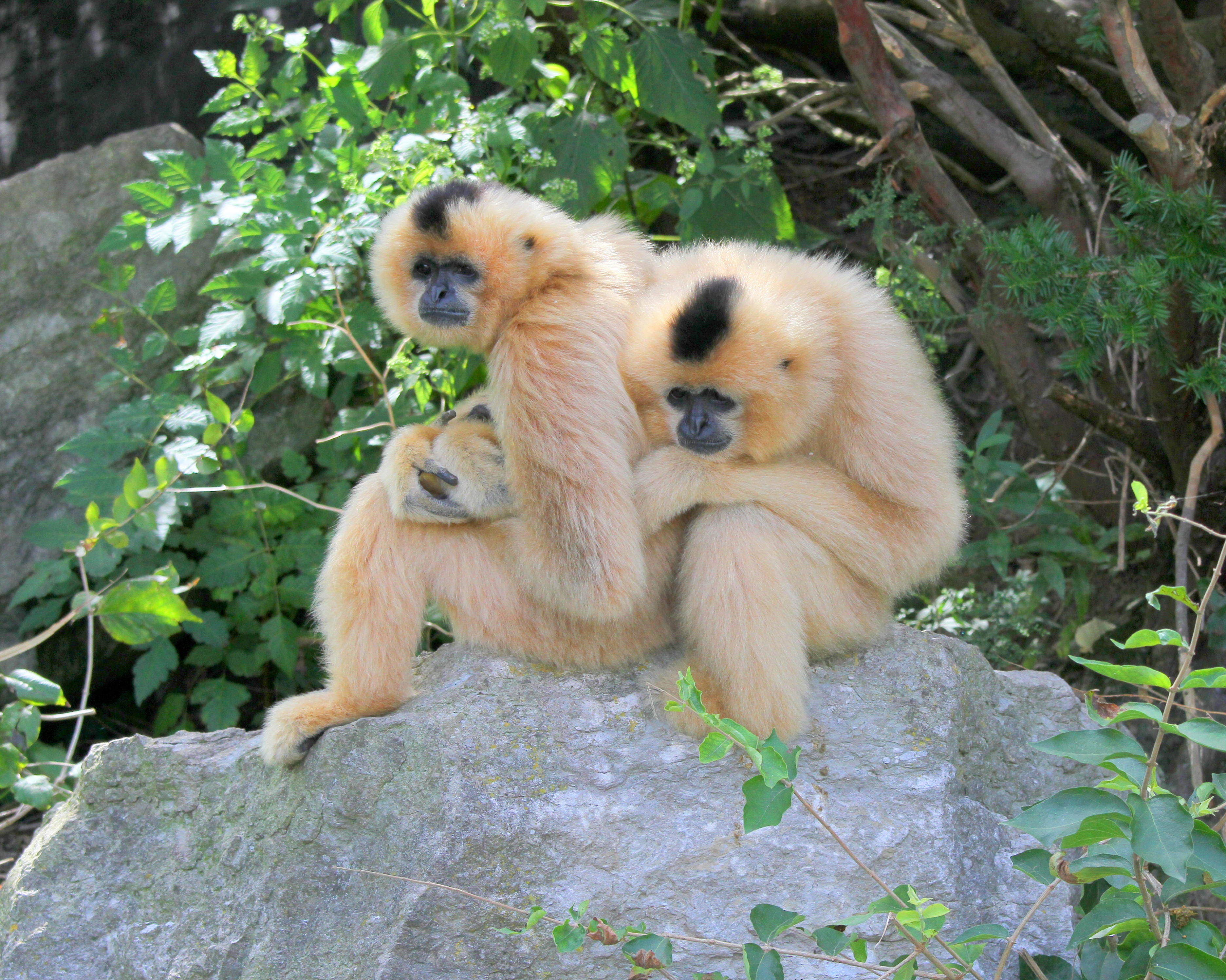
Weibliche Südliche Gelbwangengibbons

Südliche Gelbwangengibbons erreichen eine Kopfrumpflänge von bis zu 49 cm (Männchen) bzw. 47 cm (Weibchen) und ein Gewicht von bis zu 5 kg. Wie alle Arten der Gattung  Nomascus besitzt auch diese Art einen ausgeprägten Geschlechtsdimorphismus. Männchen sind schwarz, Weibchen gelbbraun gefärbt. Charakteristisch sind die gelblichen bis orangefarbenen Wangen bei den Männchen und der schwarze Scheitelfleck bei den Weibchen. Jungtiere sind unabhängig vom Geschlecht zunächst gelbbraun gefärbt und entwickeln nach rund sechs Monaten eine schwarze Fellfärbung. Erst mit dem Eintreten der Geschlechtsreife wechseln die weiblichen Tiere erneut ihre Fellfarbe auf die weibchentypische Braunfärbung.

## Verbreitung und Lebensraum

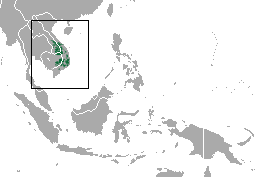
Karte des Verbreitungsgebiets

Südliche Gelbwangengibbons haben das südlichste Verbreitungsgebiet aller Schopfgibbons. Es umfasst den äußersten Süden von Laos, das südliche Vietnam und das östliche Kambodscha. Der Mekong bildet dabei die West- und Südgrenze ihres Vorkommens.
Nasse immergrüne und halbimmergrüne Wälder im Flachland und gemischte Bambus- und Laubwälder stellen den Lebensraum dar.

## Lebensweise
Südliche Gelbwangengibbons sind tagaktiv und fast ausschließlich baumbewohnend, wo sie sich entweder durch Schwinghangeln (Brachiation) fortbewegen oder indem sie auf den Hinterbeinen mit erhobenen Armen auf den Ästen laufen.
Die Aktivität beginnt kurz bevor der Dämmerung und mit lauten Rufen, die hauptsächlich 30 Minuten nach dem Sonnenaufgang erfolgen. Die Duettgesänge, die der Markierung des Reviers und der Kontaktaufnahme zu den übrigen Familienmitgliedern dienen, dauern durchschnittlich 12 Minuten. Die Tiere leben in monogamen Gruppen, die aus einem Paar und deren Jungtieren bestehen, also 3 bis 6 Tieren. Junge Weibchen neigen dazu, sich in anderen Revieren nahe der Eltern zu verteilen, während Männchen deutlich weiter wandern. Ein Revier kann bis zu 60 ha groß sein.
Den Speiseplan des Südlichen Gelbwangengibbons dominieren Feigen (38 %) und andere Früchte (43 %). Ergänzt wird dieser durch Blätter (9 %) und Blumen (8 %). Der hohe Konsum von Früchten steht im Kontrast zu den nördlicheren Arten der Gattung, die vorrangig Blätter verzehren.

## Fortpflanzung

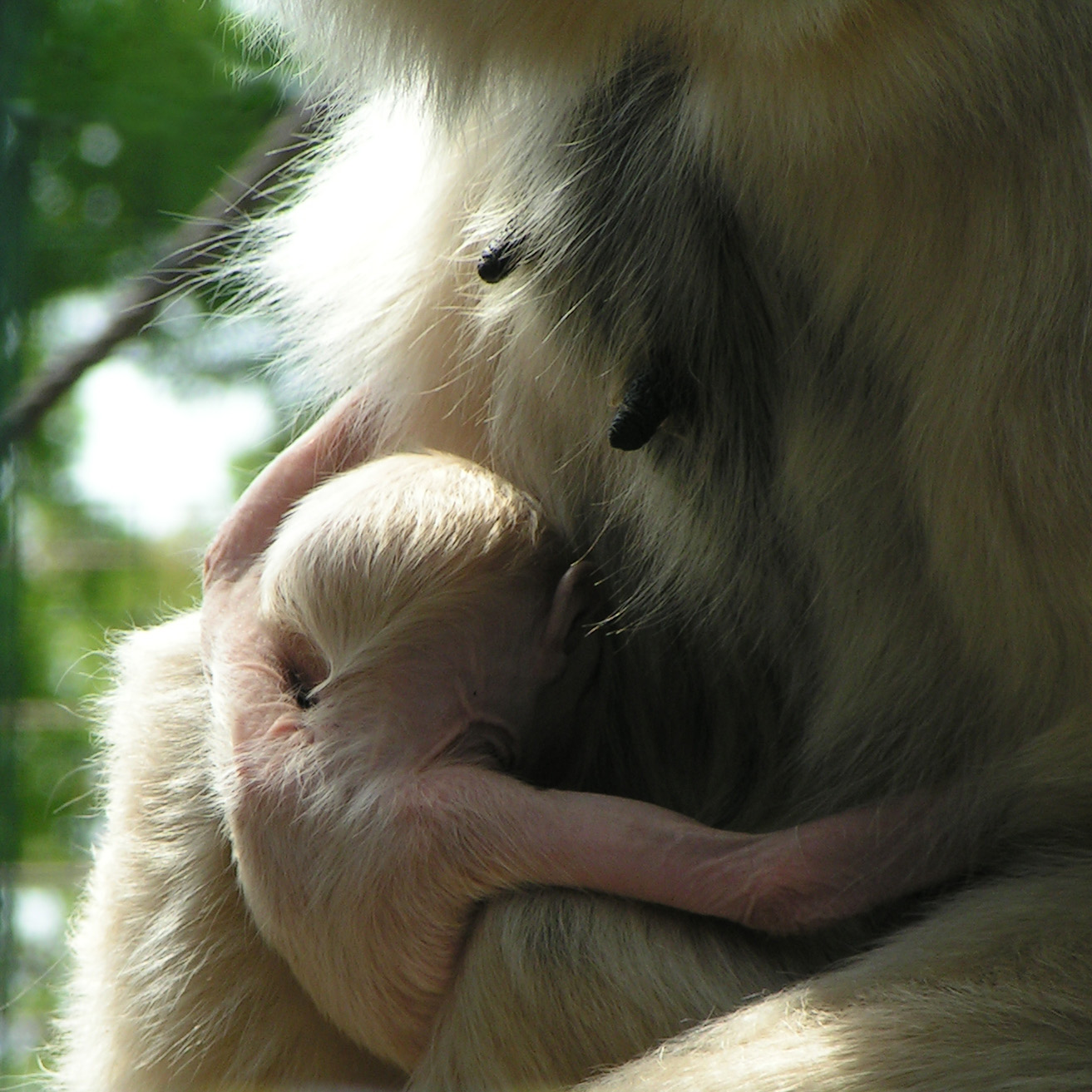
4 Tage altes Jungtier

Nach einer rund siebenmonatigen Tragzeit bringt das Weibchen ein einzelnes Jungtier zur Welt. Erst mit dem Eintreten der Geschlechtsreife (vermutlich mit 6 bis 8 Jahren) wechseln die weiblichen Tiere erneut ihre Fellfarbe auf die weibchentypische Braunfärbung.
Die Lebenserwartung in Gefangenschaft liegt bei bis zu 50 Jahren. Zur Lebensspanne in freier Wildbahn können bislang keine zuverlässigen Angaben gemacht werden.
Hybride zwischen dem Südlichen Gelbwangengibbon und dem Nördlichen Weißwangen-Schopfgibbon sind bekannt. Es wird sogar angenommen, dass der Südliche Weißwangen-Schopfgibbon keine eigene Art ist, sondern der natürliche Hybrid zwischen den oben genannten Arten.

## Bedrohung
Der Südliche Gelbwangengibbon wird von der IUCN als „endangered“ (stark gefährdet) klassifiziert. Er ist in Vietnam und Kambodscha geschützt und kommt in 15 Naturschutzgebieten vor. Die bedeutendste Population ist in Kambodscha im Seima Protection Forest mit 432 bis 972 Gruppen. In Vietnam stellen wichtige und große Populationen die 149 Gruppen im Cat Tien-Nationalpark und die 124 Gruppen im Bu Gia Map-Nationalpark dar. Die Jagd ist die größte Bedrohung für die Art. Die Tiere werden für Zoos und private Sammlungen im südlichen Vietnam gefangen. Es gibt sogar einen Handel mit Jungtieren, deren Mütter erschossen wurden. Der Verlust von geeigneten Habitaten ist ebenfalls bedeutsam. Die Wälder werden meist für die Holzindustrie abgeholzt und werden anschließend für landwirtschaftliche Zwecke genutzt.